# Joey McFarland
Joey McFarland (Louisville, Kentucky, 30 de abril de 1972) é um produtor cinematográfico americano. Como reconhecimento, foi nomeado ao Oscar 2014 na categoria de Melhor Filme por The Wolf of Wall Street.